# Savezni zavod za istraživanje i ispitivanje materijala (BAM)
Savezni institut za istraživanje i ispitivanje materijala (BAM) (ili skraćeno BAM) je viši savezni organ i resorna istraživačka institucija u Saveznoj Republici Nemačkoj sa sedištem u berlinskom okrugu Lichterfelde. U skladu sa svojim vodećim principom „Bezbednost u tehnologiji i hemiji“, odgovorna je za javnu tehničku bezbednost i metrološke zadatke u hemiji. BAM ima oko 1.600 zaposlenih.

## Istorija
Njegovi istorijski koreni datiraju još iz davne 1871. godine, tu je u početku bila ispitna stanica za ispitivanje čvrstoće gvožđa i čelika. Iz ove eksperimentalne stanice, smeštene prvo u podrumu berlinske industrijske akademije u Palati Krojc, a zatim u šupi u njenom dvorištu, razvio se Mašinsko-tehnički istraživački institut.  Od 1904 do 1919. zvao se Kraljevski zavod za ispitivanje materijala. Od 1920 do 1945 zvao se Državna kancelarija za ispitivanje materijala (MPA). ( . Drugi jedan institut koji se zvao Hemijsko-tehnički institut (CTR) koji je postojao između 1920. i 1945. godine kao institucija naslednica Kancelarije za vojne eksperimente osnovane 1889. godine. Posle Drugog svetskog rata, ove dve institucije MPA i CTR su spojene u jednu 1945. godine pod nadzorom berlinskog magistrata.
1954. formiran je Savezni institut za ispitivanje mehaničkih i hemijskih materijala (BAM)  , koji preuzima Savezna Republika Nemačka, a 1956. naziv je opet promenjen u Savezni institut za ispitivanje materijala (BAM)  . Godine 1969. postaje viši savezni organ to jest vladina agencija koja se zvala Savezna agencija za nadzor. Godine 1987. naziv je promenjen u Savezni institut za istraživanje materijala i ispitivanje  .
Tokom ponovnog ujedinjenja Nemačke 1990. godine, BAM je preuzeo 300 od 4.700 zaposlenih u Zavodu za standardizaciju, merenje i ispitivanje proizvoda (ASMW) iz bivše države DDR-a.  Pored toga, BAM je preuzeo delove Akademije nauka DDR-a (AdW). Ovo uključuje, između ostalog, ogranak BAM-a na nekadašnjoj AdW i sadašnjoj WISTA lokaciji u Adlershofu.

## Funkcija
U okviru međusobno povezanih oblasti materijala, hemije, životne sredine i bezbednosti, glavne oblasti su:
- Zakonske funkcije koje se odnose na tehničku bezbednost u javnom domenu, posebno u pogledu opasnih materijala i supstanci.
- Saradnja u razvoju zakonskih propisa, na primer o bezbednosnim standardima i graničnim vrednostima.
- Savetovanje savezne vlade i industrije o aspektima bezbednosti materijala i hemijske tehnologije.
- Razvoj i nabavka referentnih materijala i metoda, posebno za hemijsku analizu i ispitivanje materijala
- Pomaganje u izradi standarda i tehničkih propisa za procenu supstanci, materijala, struktura i procesa u pogledu predviđanja oštećenja i očuvanja nacionalnih ekonomskih vrednosti.

## Struktura
U vlasništvu je nemačkog saveznog ministarstva ekonomije i tehnologije. Njene nadležnosti su da unapredi bezbednost u tehnologiji i hemiji kroz istraživanje i razvoj, testiranje, analizu, odobrenja, savete i informacije.
Sedište u Berlinu se nalazi u blizini stanice Berlin Botanischer Garten.

## Odeljenja
Federalni institut za istraživanje i ispitivanje materijala je podeljen na odeljenja i odeljenja. Osoblje broji oko 1.700 članova.
- Analitička hemija; referentni materijali
- Inženjering hemijske bezbednosti
- Sistemi za zadržavanje opasnih materija
- Materijali i okruženje
- Inženjering materijala
- Zaštita materijala i površinske tehnologije
- Bezbednost konstrukcija
- Ispitivanje bez razaranja
- Akreditacija, kvalitet u testiranju

## Zadaci
Zadaci BAM-a spadaju u oblast materijala, hemije, zaštite životne sredine. BAM ima zakonski mandat da:
- Obavlja nadležne funkcije za javnu tehničku bezbednost (npr. učešće u donošenju zakona o eksplozivima)
- Učešće u donošenju pravila (zakoni, propisi, nacionalni i međunarodni standardi)
- Savetuje saveznu vladu, preduzeća i organizacija
- Razvoj i obezbeđivanje referentnih metoda i referentnih materijala
- Unapređuje bezbednost i pouzdanost u hemiji i naukama o materijalima

Danas BAM sprovodi istraživanja u pet tematskih oblasti energetike, infrastrukture, životne sredine, materijala i analitičkih nauka. Trenutne fokusne tačke uključuju: savremene tehnologije vodonika, bezbednost litijum-jonskih baterija, vetroturbine na moru, nanotehnologija, proizvodnja aditiva i istraživanje civilne bezbednosti.
Jedan od tradicionalnih zadataka ovog saveznog instituta je provera pirotehničkih proizvoda. 
Ostale aktivnosti BAM-a obuhvataju odobravanje ambalaže za opasne materije za transport opasnih materija, dalji razvoj ispitivanja nerazornih materijala za rano otkrivanje oštećenja i prevenciju udesa, kao i razvoj i obezbeđivanje referentnih materijala za analitičku hemiju, npr. u ekološkim laboratorijama. 
Od 2006. godine očuvanje kulturne baštine uključeno je ciljni sporazum između BAM-a i Saveznog ministarstva ekonomije i tehnologije. Projekti koji su ispitivali Kumranski spisi, Nebraski disk ploča, srednjovekovni crteži olovkom ili istorijska mastila bili su istaknuti primeri.

## Lokacije
BAM je podeljen na različite lokacije unutar Berlina i jednu lokaciju neposredno izvan Berlina.
- Glavna lokacija Unter den Eichen (UE) u Lichterfeldeu
- Fabeckstrasse (FB) filijala u Lihterfeldu
- Adlershof (AH) filijala u Adlershofu
- Tehnička bezbednosna testna lokacija (TTS) u Horstvaldeu sa različitim poljima za ispitivanje požara, postrojenjima za testiranje pada i dva mesta za miniranje

## Menadžment
Saveznu agenciju vodi Ulrih Pane. Njegova kancelarija je klasifikovana u platnu grupu B 8 Federalnog pravilnika o platama B. On ima zvanično titulu predsednika i profesora. 

## Literatura
- Walter Ruske: 100 Jahre Materialprüfung in Berlin – ein Beitrag zur Technikgeschichte. Bundesanstalt für Materialforschung und -prüfung, Berlin 1971 (umfangreicher Band).
- Simon Große-Wilde: Prüfen, forschen, regulieren. Die Chemisch-Technische Reichsanstalt als Ressortforschungseinrichtung von 1919 bis 1945. In: Lutz Budrass, Simon Große-Wilde, Torsten Meyer (Hrsg.): Historische Produktionslogiken technischen Wissens. Waxmann, Münster 2023, S. 181–202.

## Spoljašnje veze
- Federal Institute for Materials Research and Testing Архивирано 2006-11-02 на сајту
- Bundesanstalt für Materialforschung und -prüfung (aktuell)
  - Bundesanstalt für Materialforschung und -prüfung (Stanje: 2006) - Arhivirana verzija sa Wayback Machine od 4. novembra 2006.
  - Material-Forum Berlin-Brandenburg (Stanje: 2007) - Arhivirana verzija sa Wayback Machine od 11. avgusta 2007.
  - Stranica sa ključnim tačkama o istoriji BAM-a (Stanje: 2012) - Arhivirana verzija sa Wayback Machine od 2. novembra 2012.
  - K.-E. Kurrer: Wenn Eisenbahnräder müde werden. In: Freitag Nr. 15/2004, 2. April 2004, S. 18.

52° 26′ 31″ N 13° 17′ 14″ E / 52.44194° С; 13.28722° И